# John Quebedeaux
John L. Quebedeaux (* 1919 in El Paso, Texas; † 15. Juli 1996 in Tucson, Arizona) war ein US-amerikanischer Soldat, Geschäftsmann und Politiker (Republikanische Partei).

## Werdegang
John L. Quebedeaux wurde 1919 in Texas geboren. Seine Familie zog nach seiner Geburt nach Arizona und ließ sich dort in Winslow (Navajo County) nieder. Er verbrachte dort die ersten sechs Jahre seines Lebens. Seine Familie zog zu jener Zeit nach New Mexico und ließ sich dort in Albuquerque (Bernalillo County) nieder. Er besuchte die ansässigen Schulen. 1936 graduierte er an der Albuquerque High School. Im selben Jahr zog er wieder nach Arizona zurück und ließ sich in Prescott (Yavapai County) nieder. In der Folgezeit war er für die Bank of Arizona in Prescott tätig.
Während des Zweiten Weltkrieges verpflichtete er sich 1941 in die United States Army Air Forces und diente bis zum Kriegsende drei Jahre lang im Südpazifik.
Nach dem Krieg kehrte er nach Arizona zurück. Quebedeaux trat 1945 eine Anstellung als Secretary und Treasurer in dem Chevrolet-Autohaus in Phoenix (Maricopa County) an, welches sein Onkel W. C. Quebedeaux betrieb. Er war dort bis zu der Veräußerung des Autohauses im Jahr 1957 tätig. Danach ging er Investmentgeschäften nach, bis er State Treasurer von Arizona wurde. Am 1. Mai 1958 erwarb er zusammen mit den zwei früheren Verkaufsmanagern bei dem Chevrolet-Autohaus Harry Jennings und Bill Hoffman das Tucson-Pontiac-Autohaus von Hackett Motors. Quebedeaux stieß im September 1960 zu seinen beiden Geschäftspartnern in Tucson hinzu, als Hoffman Anstalten machte das Pontiac-Autohaus in Los Angeles (Kalifornien) zu erwerben. Einige Wochen nach dem Abschluss des Vertrages verstarb Hoffman jedoch plötzlich.
Quebedeaux war von 1958 bis 1960 Direktor vom Arizona Blue Cross.
Der Gouverneur von Arizona Paul Jones Fannin ernannte ihn im März 1960 zum State Treasurer von Arizona, um eine Vakanz zu füllen. Quebedeaux entschied sich wegen seiner Geschäftsbeteiligungen in Tucson gegen eine Kandidatur für den Posten des State Treasurers von Arizona bei den folgenden Wahlen im Herbst 1960 und schied im Januar 1961 aus dem Amt.
Von 1962 bis 1971 war er im Laufe der Zeit Vizepräsident, Präsident und Direktor der Arizona Boys Ranch, einem Wohnhaus für unterprivilegierte Jungs. Er wurde 1966 für eine dreijährige Amtszeit in den Vorstand der National Automobile Dealers Association gewählt und später wiedergewählt. Im Januar 1967 trat er seinen Posten an und bekleidete diesen bis 1972. Außerdem wurde er 1967 Vorsitzender von Heart Drive.
1974 wurde ihm der Time Magazine Quality Dealer Award verliehen.
Quebedeaux zog sich 1983 von seinem Posten als Präsident in seinem Autohaus zurück.
Er verstarb 1996 im Alter von 77 Jahren an den Folgen von Krebs in seinem Haus in Tucson.

## Familie
John Quebedeaux war mit Lucile Ming (1919–2008) verheiratet. Das Paar bekam drei Kinder: Lorraine, Thomas und Carol Ann.